# Kurša-Jagdtasche
Die kurša-Jagdtasche nahm in der hethitischen Religion einen wichtigen Platz im Götterkult ein. Von besonderer Bedeutung war der Gott Zitḫariya, der in Form einer kurša-Jagdtasche den König als Talisman im Feldzug begleitete. Daneben wurde ein Schutzgott der kurša-Jagdtasche verehrt.
Das hethitische Wort KUŠkurša- c. „Vlies, Jagdtasche“, ist eine Ableitung vom Verb ku(e)r- „schneiden“. Einige Erforscher der hethitischen Religion gebrauchen statt „Jagdtasche“ (oder englisch „hunting bag“) das Wort Askos, das im Griechischen einen Schlauch bezeichnete.
Die kurša-Jagdtasche wurde, wie das Determinativ KUŠ zeigt, aus Leder oder Fell verfertigt, und zwar, wie aus hethitischen Texten hervorgeht, von Schaf, Ziege und Rind. Nach einem Erneuerungsritual werden zwei alte kurša-Jagdtaschen verbrannt und durch neue ersetzt, die der „Rinderhirt der Gottheit“ und der Priester des Kriegsgottes Zababa herstellen, wobei sechs schwarze und zwei weiße Felle von Ziegenböcken benutzt werden. Nach einem anderen Ritual sind es ein schwarzes, ein rotes und ein weißes Fell. Im KI.LAM-Fest wurden auch solche aus Leinen und Kupfer verwendet. Eine kurša-Jagdtasche ist auf dem Hirschrhyton der Norbert-Schimmel-Sammlung abgebildet.
In der hethitischen Hauptstadt Ḫattuša gab es einen Tempel der vergöttlichten kurša-Jagdtasche, vermutet wird er auf dem Büyükkale. und in seiner Nähe standen „Silberbäume“ und eine ḫuwaši-Stele des Wettergottes. In diesem Tempel wurden mehrere Schutzgottheiten verehrt, allen voran Zitḫariya. Unterhalb der Statuetten waren Pflöcke eingeschlagen, an denen kurša-Jagdtaschen aufgehängt wurden, die von Zeit zu Zeit erneuert wurden. Zitḫariya begleitete den König in Form einer kurša-Jagdtasche im Feldzug. Am AN.TAḪ.ŠUM-Frühlingsfest wurde eine kurša-Jagdtasche von Arinna nach Ḫattuša und weiter nach Tawiniya und Ḫiyašna und von dort zurück nach Ḫattuša getragen.
Im Telipinu-Mythos wird eine kurša-Jagdtasche genauer beschrieben: Sie wird gefüllt mit Gerste und Weintrauben, Fett und Fleisch von Schaf und Rind sowie mit Segenswünschen an einen eya-Baum gehängt. Dieser war offenbar ein immergrüner Baum und er wird manchmal mit „Eibe“, zuweilen auch mit „Eiche“ übersetzt. Hier zeigt sich deutlich der Fruchtbarkeitsaspekt der kurša-Jagdtasche.
Möglicherweise sind die vielen Brüste der Ephesischen Artemis als kurša-Jagdtaschen zu deuten, was gut zum Wesen der Göttin passte. Auch wird erwogen, ob die Aigis der griechischen Mythologie denselben Ursprung hat.